# Иоасаф (Губень)
Митрополит Иоасаф (в миру Пётр Иванович Губень; 8 апреля 1961, село Куты, Маньковский район, Черкасская область, УССР, СССР) — епископ Украинской православной церкви. С 23 ноября 2022 года митрополит Васильковский, викарий Киевской Епархии. С 2011 по 2022 год возглавлял Кировоградскую и Новомиргородскую епархию УПЦ. В мае 2023 года осуждён судом Украины по обвинению в «разжигании религиозной розни».
Тезоименитство — 17 сентября (4 сентября).

## Биография
Родился 8 апреля 1961 года в селе Куты Маньковского района Черкасской области в семье крестьян.
В 1976 году окончил Кутовскую восьмилетнюю школу и в том же году поступил в Киевское профессионально-техническое училище, по окончании которого был направлен на работу в Управление производственно-технологической комплектации треста «Югозападтрансстрой».
В 1980—1982 годах проходил службу в рядах Советской Армии. По возвращении из армии принят на прежнее место работы, где трудился до 1990 года.
В 1990 году поступил в Киевскую духовную семинарию, которую успешно окончил в 1994 году и в том же году был принят в Киевскую духовную академию.
10 ноября 1994 года был назначен на должность помощника инспектора Киевских духовных школ.
28 июля 1995 года в Покровском женском монастыре Киева митрополитом Никодимом Харьковским был хиротонисан в сан диакона. 9 ноября 1997 года в трапезном храме Киево-Печерской лавры епископом Житомирским и Новоград-Волынским Гурием рукоположен в сан иерея целибатом.
27 марта 1998 года в Дальних пещерах Киево-Печерской лавры проректором Киевских духовных школ архимандритом Митрофаном (Юрчуком) был пострижен в монашество с именем Иоасаф в честь святителя Иоасафа Белгородского.
К празднику Пасхи 1999 года митрополитом Киевским и всея Украины Владимиром (Сабоданом) возведён в сан игумена.
8 июня 2000 года Предстоятелем УПЦ митрополитом Владимиром был возведён в сан архимандрита.
1 августа 2000 года назначен благочинным храма Киевской духовной академии и семинарии в честь Рождества Пресвятой Богородицы.
В 2002 году защитил кандидатскую диссертацию на тему «История возникновения и развития антитринитарного направления в учениях древних и современных сектантских течений». Впоследствии нёс послушание преподавателя канонического права и сравнительного богословия в Киевских духовных школах.
Решением Священного Синода УПЦ от 9 февраля 2006 года определено быть членом рабочей комиссии по возобновлению диалога с УАПЦ.
31 марта 2006 года был назначен на должность доцента кафедры Канонического права Киевской духовной академии.
22 января 2007 года назначен настоятелем Воскресенского кафедрального собора города Киева.
14 декабря 2007 года решением Священного синода УПЦ ему определено быть правящим епископом новооснованной Каховской епархии. 15 декабря 2007 года состоялось его наречение во епископа Каховского и Бериславского. 16 декабря 2007 года — архиерейская хиротония. 21 декабря 2007 года решением Архиерейского собора УПЦ титул был изменён на «Новокаховский и Бериславский». Решением Священного синода УПЦ 14 апреля 2009 года титул был изменён на Новокаховский и Генический
10 февраля 2011 года постановлением Священного синода УПЦ назначен епископом Кировоградским и Новомиргородским.
9 июля 2012 года возведён в сан архиепископа.
17 августа 2017 года возведён в сан митрополита.
23 ноября 2022 года, «в ответ на рапорт об ухудшении состояния здоровья», решением Священного синода УПЦ освобождён от управления Кировоградской епархией, назначен викарием Киевской митрополии.
11 мая 2023 года вместе с секретарём Кировоградской епархии протоиереем Романом Кондратюком решением Ленинского районного суда Кропивницкий признан виновным по части 1 статьи 161 Уголовного кодекса Украины «Нарушение равноправия граждан в зависимости от их религиозных убеждений» и приговорён к наказанию «в виде трёх лет лишения свободы с лишением права занимать руководящие должности в религиозных организациях Украины сроком на год», освободив от отбывания наказания с испытательным сроком на два года.

## Награды
- Орден преподобного Сергия Радонежского II степени (2011 год)[8]